# Alison Waters
Pour les articles homonymes, voir Waters.
Alison Waters, née le 19 mars 1984 à Londres, est une joueuse anglaise de squash. Elle atteint, en octobre 2010, la troisième place mondiale sur le circuit international, son meilleur classement. Elle est championne britannique à quatre reprises entre 2008 et 2014. Elle se retire du circuit professionnel en décembre 2021.

## Palmarès

### Titres
- Carol Weymuller Open : 2014
- Open de Matamata 2012
- Cleveland Classic : 2010
- Open de Greenwich : 2010
- Championnats britanniques : 4 titres (2008, 2010, 2013, 2014)
- Championnats d'Europe par équipes : 11 titres (2005, 2007-2009, 2012-2018)
- Championnats du monde par équipes : 2 titres (2006, 2014)

### Finales
- Cleveland Classic : 3 finales (2009, 2016, 2017)
- Carol Weymuller Open : 2 finales (2009, 2016)
- Cleveland Classic : 3 finales (2009, 2016, 2017)
- Open de Kuala Lumpur : 2013
- Tournament of Champions : 2015
- US Open : 2009
- Singapore Masters : 2010
- Malaysian Open Squash : 2009
- Australian Open : 2010
- Open de Greenwich : 2 finales (2006, 2008 )
- Championnats du monde par équipes : 3 finales (2008, 2016, 2018)
- Championnats britanniques : 6 finales (2005, 2007, 2009, 2012, 2016, 2018)